# Wallfahrtskirche Heiligengrab

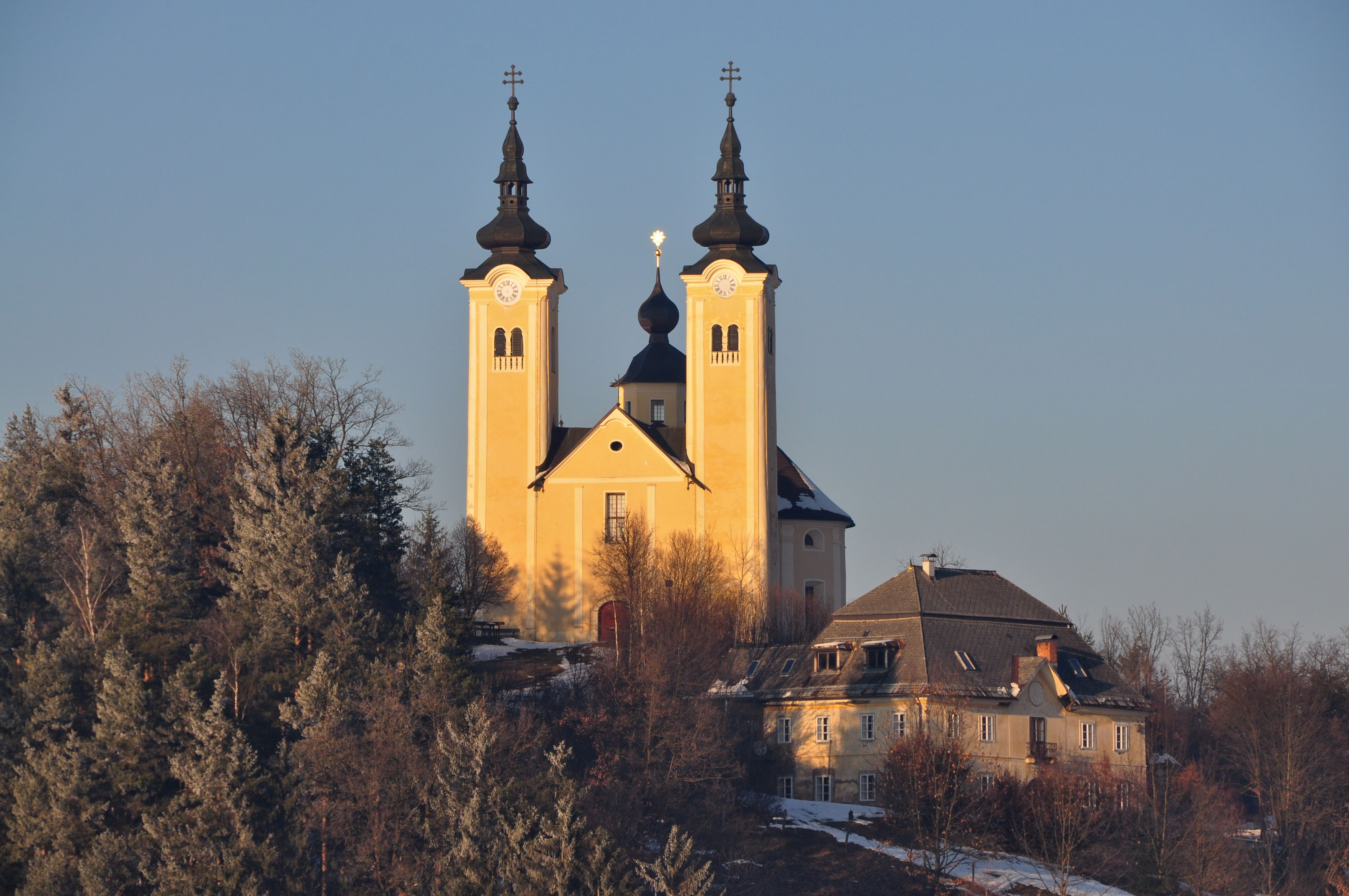
Ansicht von Einersdorf

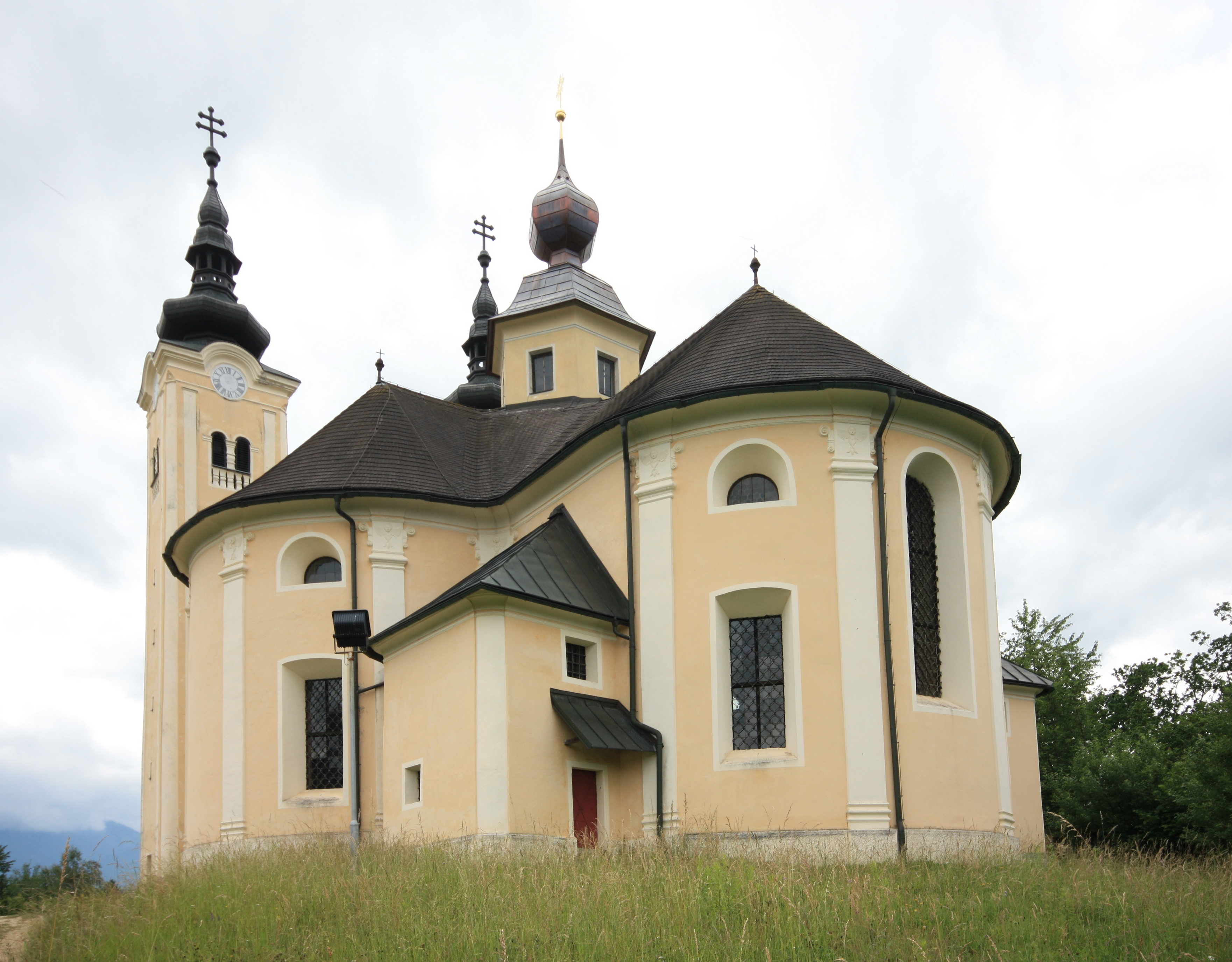
Langhaus von Osten

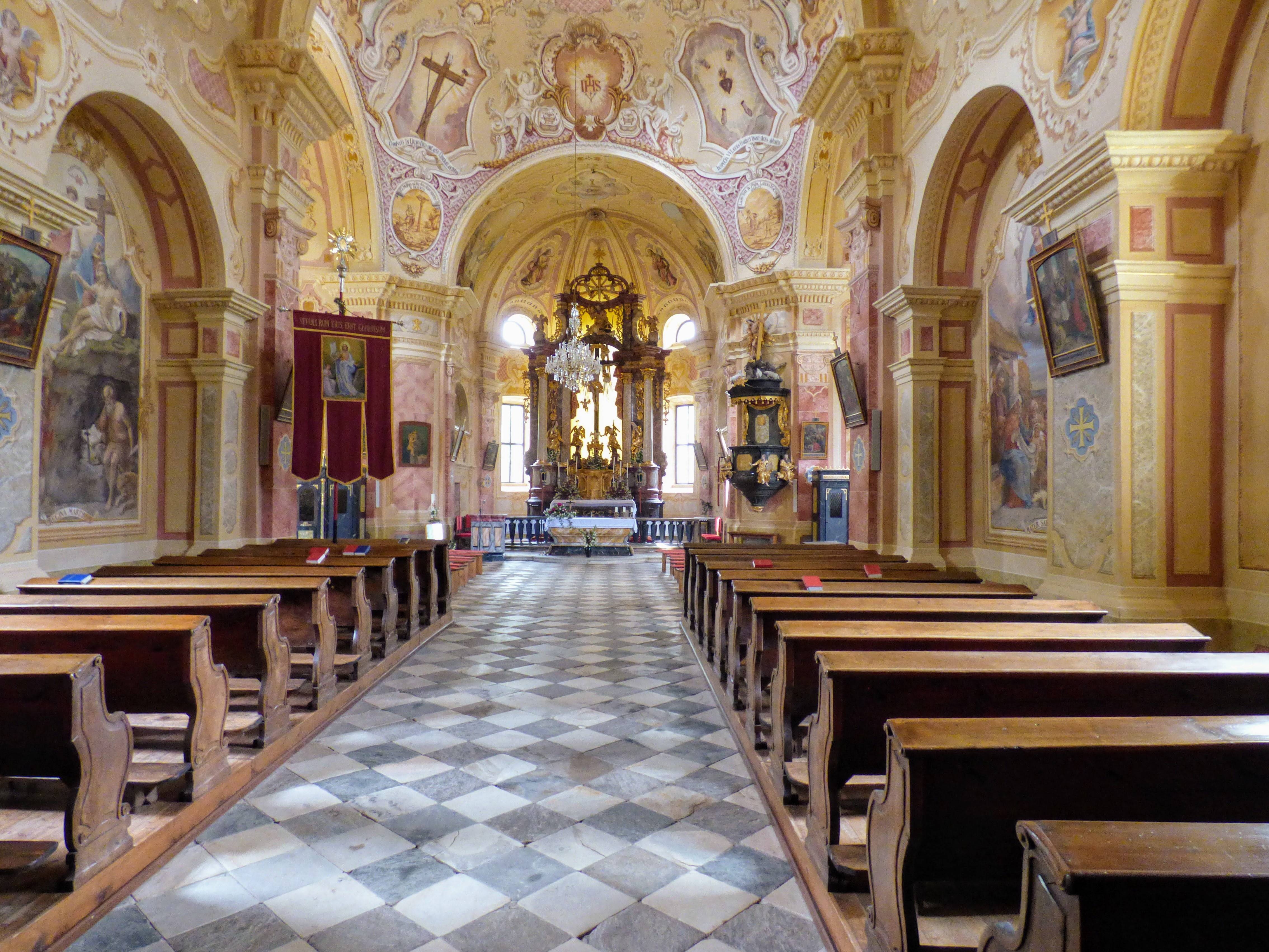
Innenansicht

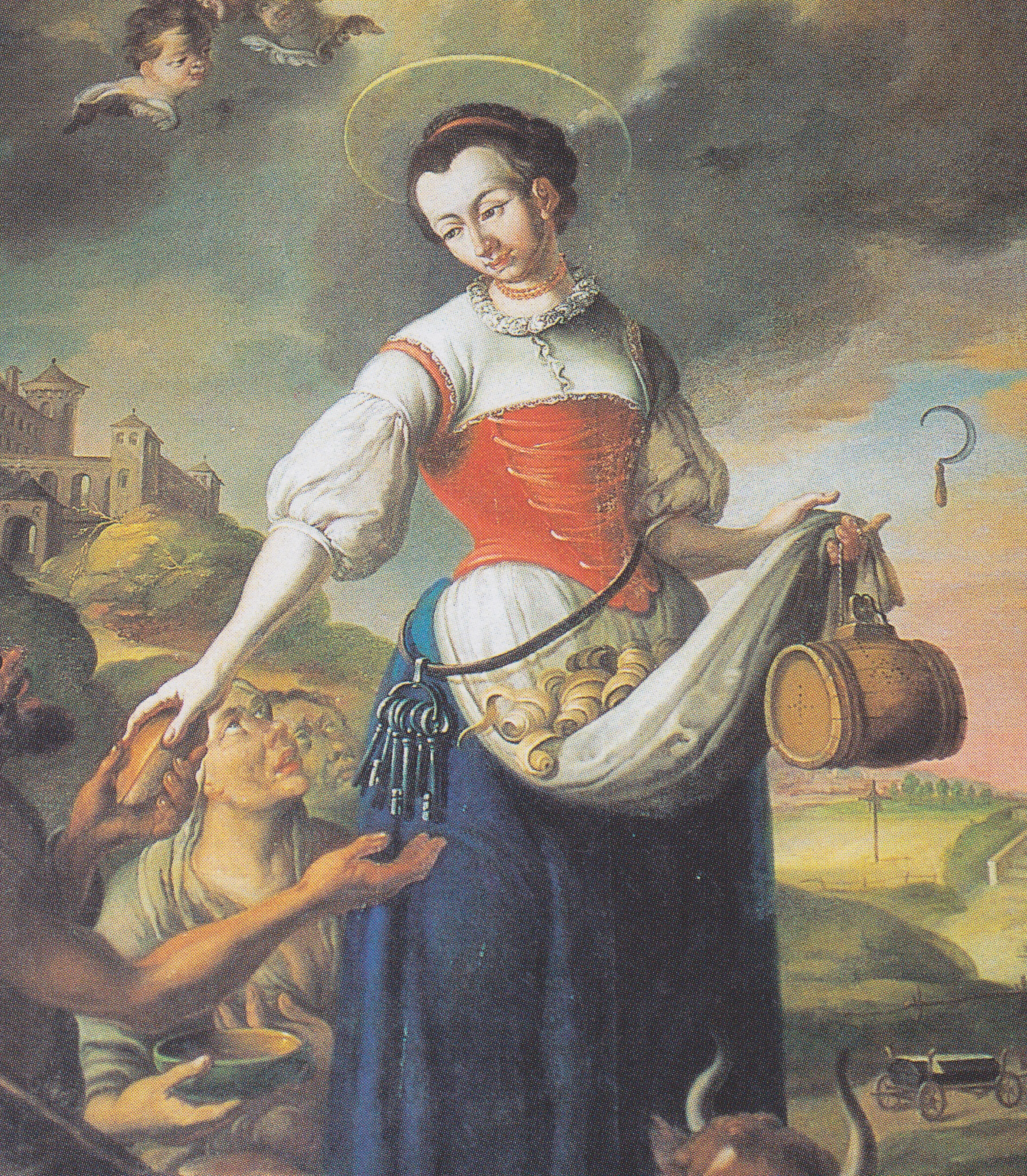
Altarbild: Heilige Notburga

Die Wallfahrtskirche Heiligengrab, eine Filialkirche der Pfarre Bleiburg, steht weithin sichtbar auf einem Hügel bei Schilterndorf in der Gemeinde Bleiburg. Sie ist einer der wenigen barocken Kirchenneubauten in Kärnten. Die Kirche ist Ziel des Jauntaler Dreibergelaufes.

## Geschichte
Schon Valvasor erwähnte 1688 eine kleine Wallfahrtskirche auf diesem Aussichtshügel. Nach dem Stadtbrand von 1711 gelobten die Bürger eine größere Kirche zu bauen. Einige kirchliche Kreise jedoch widersetzten sich dem Bau, um eine Konkurrenz für andere Wallfahrtsorte zu vermeiden. Daher konnten die Grafen Thurn-Valsassina, die Gewerken Lippitzbach und die Bürger von Bleiburg die Kirche erst von 1761 bis 1772 errichten. 1772 wurde sie vom Laibacher Bischof geweiht. Von 1987 bis 1991 erfolgte eine Gesamtrestaurierung. 2003 restaurierte Restaurator Campidell alle Fresken im Kirchenschiff.

## Baubeschreibung
Die Kirche wurde über einem kreuzförmigen Grundriss errichtet. Die beiden Türme werden von Zwiebelhelmen bekrönt, das Kirchenschiff von einem Giebeldach bedeckt. An das Langhaus schließt ein um ein Joch verlängerter Chor mit zwei symmetrischen, seitlichen Kapellen konchenartig an. Über der Vierung erhebt sich eine nach außen nicht ablesbare Hängekuppel, die von einer sechsseitigen Laterne mit Zwiebelhelm bekrönt wird. Das Kirchenschiff und die Zweiturmfassade werden durch Lisenen gegliedert. Das Westportal wird von Kämpfern und einem Schlussstein akzentuiert, darüber ist in einem Tondo die Grablegung Christi gemalt.
Im Inneren erhebt sich die Hängekuppel über mächtigen Pfeilern. An die Kuppel schließen nördlich und südlich zwei Konchen sowie östlich eine vertiefte Chorapsis. Südlich des Chores befindet sich die Sakristei, darüber zu beiden Seiten des Chores Oratorien. Das tonnengewölbte Langhaus wird an den Wänden durch je zwei Blendbögen gegliedert. Die dreiachsige, kreuzgratunterwölbte Emporenbrüstung zwingt in der Mitte leicht vor. Der gesamte Kirchenraum macht durch die großen Fenster einen lichtdurchfluteten Eindruck.

## Wandmalereien
Die Wände und Decken sind bemalt, die Räume zwischen den szenischen Darstellungen sind mit Ornamentmalerei gefüllt. Meister der Wandmalereien in der Kuppel ist laut einer Kartusche Johann Fran. Kleinneger. Ein Chronogramm unter dem Wappen der Grafen Thurn gibt Auskunft über das Entstehungsjahr 1765. Chor und Langhaus wurden erst 1914 von Oswald Bierti im ähnlichen Stil ausgemalt.

## Ausstattung
Auf dem barocken Hochaltar von 1765 steht eine Kreuzigungsgruppe mit Maria und Johannes. Unter der Mensa befindet sich das heilige Grab, das mit einem barocken Gitter verschlossen ist. Im Altaraufsatz schweben Gottvater und der Heilige Geist. Den Abschluss des Tabernakels bildet ein sich opfernder Pelikan.
Die beiden Seitenaltäre wurden um 1770 geschaffen, deren Altarblätter Johann Andreas Strauss zugeschrieben werden. Das Altarblatt des linken Altares zeigt die heilige Notburga, flankiert von den Schnitzfiguren der Heiligen Helena und Maria Magdalena. Am rechten Altarblatt ist der heilige Isidor zu sehen, umgeben von den Schnitzfiguren der Heiligen Antonius und Wendelin.
Die Kanzel stammt aus dem dritten Viertel des 18. Jahrhunderts. Auf den Korbwulsten sitzen die Figuren der vier Evangelisten. Den Abschluss des Schalldeckels bildet die Statue des auf einem Wolkenbündel stehenden, auferstandenen Christus. Zu seinen Füßen sind drei Puttenköpfe und vier Schafe zu sehen. An der Unterseite des Schalldeckels schwebt vor einem Strahlenkranz eine Heilig-Geist-Taube. Die Kanzel wie auch die Skulpturen der Seitenaltäre könnten Werke von Michael Zill sein.
Ein großes, mit 1744 bezeichnetes Votivbild stellt einen Wallfahrtzug zur alten Kirche dar und nimmt Bezug auf das Gelübde zur Errichtung der Kirche.